# Llac Costalovara
El llac Costalovara (Wolfsgrubensee o Wolfsgrub(e)ner en alemany) és un petit llac alpí situat a l'altiplà del Renon a 1.176 msnm al municipi italià de Renon (BZ), a uns 12 km de Bolzano.

## Descripció

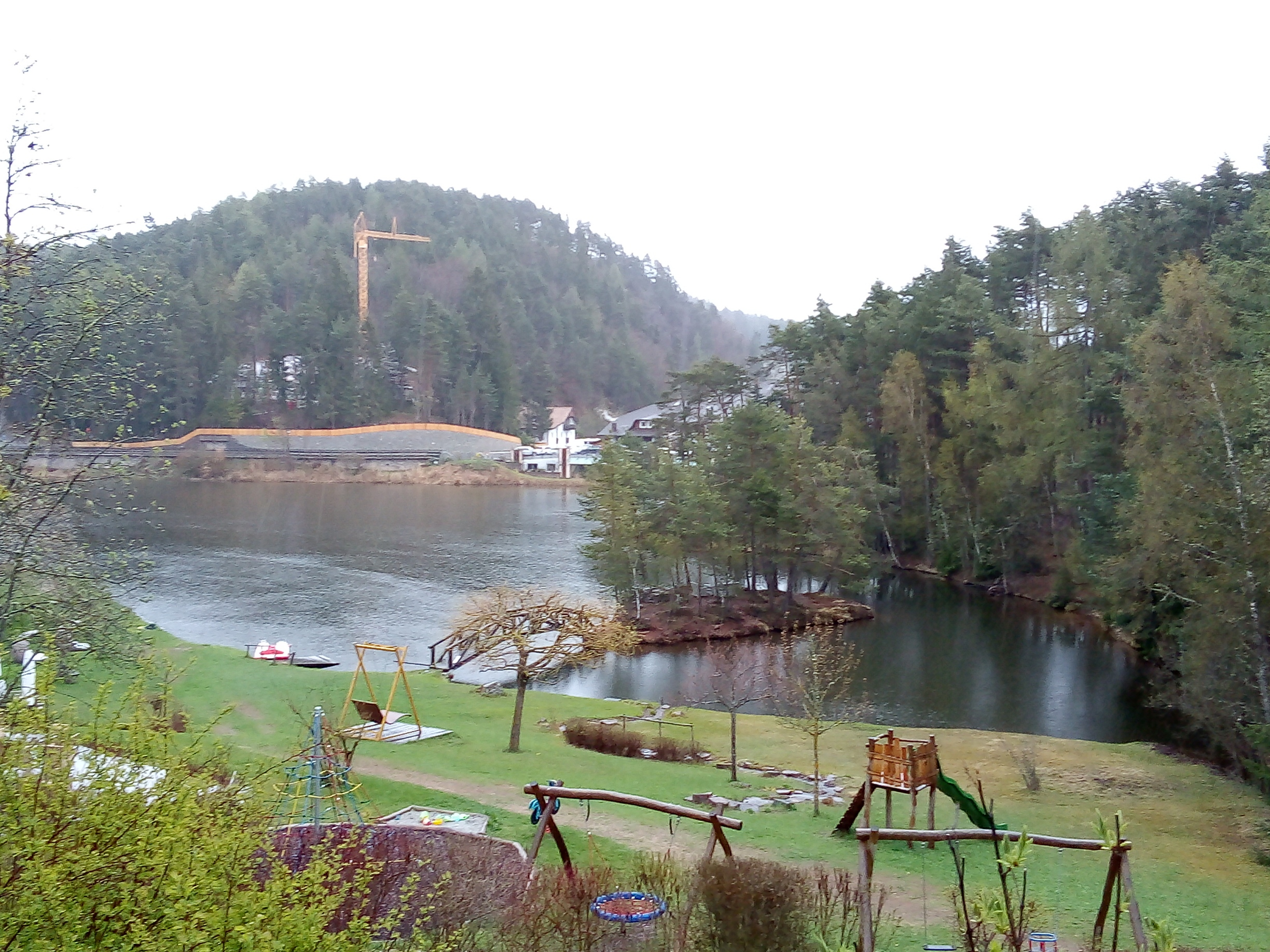

Creat de manera natural, el llac va ser augmentat artificialment al segle xviii mitjançant una presa de terra al seu extrem nord-est. L'objectiu d'aquesta obra era augmentar la conca per tal de poder explotar majors reserves d'aigua per fer funcionar molins i serradores, substituït posteriorment per l'explotació de l'aigua per al reg. A causa de l'absència d'afluents naturals, el llac Costalovara va patir una greu escassetat d'aigua estacional. Per superar-ho, es va construir una canonada de 5 km de llarg que porta aigua del riu Emmer (afluent del Talvera) i alimenta el llac.
El llac està habitat per lluç, carpa, tenca, perca, gardí, cosa inusual a aquesta altitud. A l'hivern és possible patinar sobre la seva superfície gelada.
Al sud, a un quart d'hora caminant, hi ha una altra petita massa d'aigua al bosc, el llac Mezzo (en alemany Mitterstieler).

## Orígens del nom
El nom del llac s'acredita el 1406 com a ze Weyer, el 1768 com a Weyer zu Wolfsgrueben i el 1845 com a Wolfsgruben-See i literalment significa "fosa del llop", un significat similar al topònim italià creat al segle xx.